# Quand je joue
Singles de Julien Clerc
Macumba
(1979) Emilie Jolie
(1980)
Quand je joue est une chanson composée et interprétée par Julien Clerc, sur des paroles écrites par Luc Plamondon, parue sur l'album Clerc Julien en février 1980, suivi d'une sortie en extrait en single en tant que face B de Ma Doudou,.

## Histoire
En 1980, Julien Clerc se prépare pour l'enregistrement de son dixième album studio, Clerc Julien. Cette période marque une transition pour l'artiste, qui veut chercher de nouvelles influences et s'éloigner de la chanson pop pour la variété de qualité.
Ayant écrit une musique, il propose à Étienne Roda-Gil de lui écrire un texte, mais le chanteur déclarera que le parolier lui a délivré « quelque chose qui ne [l]'avai[t] pas plu... pour une fois », avant de faire écouter la mélodie à un autre de ses paroliers réguliers, Jean-Loup Dabadie, mais Clerc se révèle à nouveau déçu par ce que propose Dabadie, car selon lui « ce n’était pas l’idée des paroles qu['il se] faisai[t] sur cette musique-là ». C'est alors qu'au moment où il enregistre l'album dans un studio au Québec, Julien Clerc fait la connaissance de Luc Plamondon, à cette période en vogue car venant de triompher avec l'opéra-rock Starmania, dont il a écrit les paroles sur des musiques de Michel Berger. Ayant pris contact sur les conseils de l'agent de Clerc, le courant passe entre le chanteur et le parolier québécois, l’alchimie avait fonctionné entre les paroles qui décrivaient si bien son amour de la musique et de la scène et le mélange de rythme rock et disco vraiment réussi de sa composition, avec un petit plus anglo-saxon, puisqu'il avait enregistré la chanson avec des musiciens canadiens.

## Sortie et accueil commercial
Dixième et dernier titre qui clôture l'album Clerc Julien, qui sort février 1980. Il sortira en single comme unique extrait de l'album, en face B du titre Ma Doudou, également issu de l'album. Le 45 tours entre dans le classement des meilleures ventes de singles la semaine du 15 juin 1980 et y reste pendant onze semaines, dont une à la 25e place lors de sa sixième semaine de présence. Le single se vendra à plus de 80 000 exemplaires, bien qu'ayant fait de bonnes rotations radio. Le titre réapparaîtra par la suite en single en tant que premier titre du face B du single quatre titres Émilie Jolie, qui se classera neuf semaines dans les charts début octobre 1980, atteignant la 33e place.
Ce titre marquera le début de la collaboration artistique entre Clerc et Plamondon, qui durera jusqu'en 1987 et qui atteindra son pic avec les titres Lili voulait aller danser et Cœur de rocker, qui deviendront des énormes succès en 45 tours avec plus de 500 000 exemplaires chacun.
Certaines rééditions de l'album, notamment lorsque Julien Clerc signe chez Virgin, seront renommés Quand je joue,

## Crédits
- Chœurs : Christiane Robichaud, Denise P. Marchand, Louise Lemire
- Guitare basse : Sauveur Mallia
- Batterie : Marty Simon
- Guitare : Claude Engel
- Harmonica : Jim Zeller
- Directeur musical, piano et synthétiseur : Jean Roussel
  - Source : Discogs[12]